# Working kelpie
Working kelpie (tidigare australian stock dog) är en hundras från Australien. Den är en vallhund som från början är besläktad med australian kelpie. Working kelpie avlas enbart utifrån sina bruksegenskaper som vallhund. Någon exteriör rasstandard finns inte och den får inte delta på hundutställning. Hundarna registreras av Nordisk Kennel Unions medlemsorganisationer, d.v.s. kennelklubbarna i de nordiska länderna och de får delta i alla tävlingar och prov utom just utställning. I Australien så är det working kelpien som är den arbetande vallhunden i jordbruket.